# Reindorf (Wüstung)
Reindorf (oder Raindorf) ist eine Wüstung bei Gerbstedt in Sachsen-Anhalt. Es bestand ursprünglich aus den zwei Teilen (Unter- und Oberreindorf) und befand sich im Tal des Lobachs zwischen Gerbstedt und Zabenstedt. An Reindorf erinnert noch die Gerbstedter Straße Am Raindorf.

## Geschichte
Im Jahr 1380 verkaufte der Ritter Meinke von Schierstedt dem Kloster Gerbstedt eyner huve up deme velde tu Reindorp. Später wurde der Ort wüst.